# Szabó György (mérnök)
Szabó György (Demecser, 1958 –) magyar térinformatikus, a Magyar Térinformatikai Társaság (HUNAGI) főtitkára, a Budapesti Műszaki és Gazdaságtudományi Egyetem egyetemi docense. Kutatási területe a térinformatika építőmérnöki, környezetvédelmi, létesítmény gazdálkodási, urbanisztikai alkalmazása.

## Életpályája
1973 és 1977 között folytatott erdészeti tanulmányai után 1978-ban kezdte meg egyetemi tanulmányait a Budapesti Műszaki Egyetem Építőmérnöki Karán, ahol 1983-ban szerzett okleveles építőmérnök diplomát. A diploma megszerzése után a BME Építőmérnöki Kar Geodéziai Intézetének dolgozója lett, majd az Építőmérnöki Kar Fotogrammetria és Térinformatika tanszékének oktatójaként folytatta tevékenységét. 2006-ban szerzett PhD fokozatot a földtudományok területén. 2009-2011 között urbanisztikai tanulmányokat folytatott a BME Építészmérnöki Karán. Oktatási, kutatási tevékenysége mellett, 1991-től a Geomatik Geoinformatikai és Mérnöki Tanácsadó Kft. ügyvezetőjeként, mint szakértő, számos hazai és nemzetközi térinformatikai feladat megvalósításában vett részt a földügy, környezetvédelem, vízügy, településüzemeltetés, urbanisztika, vezetékes-, vezeték nélküli hírközlés, energetika területén.

## Tisztségei
Főtitkára a Magyar Térinformatikai Társaságnak (HUNAGI), elnöke a Magyar Földmérési, Térképészeti és Távérzékelési Társaság (MFTTT) Térinformatikai Bizottságának, tagja a Magyar Szabványügyi Testület Térinformatikai Műszaki Szakbizottságának, a Neuman János Számítógép-tudományi Társaságnak, az MTA Geoinformatikai Tudományos albizottságának, az Európai Téradat Infrastruktúra Szervezet (EUROGI) végrehajtó bizottságának, a Globális Téradat Infrastruktúra Világszervezet (GSDI) végrehajtó bizottságának.

## Főbb publikációi
- Bevezetés a térinformatikába (Detrekői Ákossal, 1995, 1997, 1998)
- Térinformatika (Detrekői Ákossal, 2002)
- Virtuális világ és valós tér – Utópiák, realitás, veszélyek, In: Talyigás Judit (szerk.), Az internet a kockázatok és mellékhatások tekintetében. (2010)
- Térinformatika: Elmélet és Alkalmazások (Detrekői Ákossal, 2013)
- The Effect of the Ancient Chinese Philosophy and Geography on our Contemporary Landscape Development Using GIS Models, In: Kriz, Cartwright, Kinberger (szerk.), Understanding Different Geographies: Lecture Notes in Geoinformation and Cartography (Czinkóczky Annával, 2013)